# Timiș (distrikt)
Timiș er et distrikt i Banat i Rumænien med 659.512 (2002) indbyggere. Hovedstad er byen Timișoara.

## Byer
- Timișoara
- Lugoj
- Sânnicolau Mare
- Jimbolia
- Recaș
- Buziaș
- Făget
- Deta
- Gătaia
- Ciacova

## Kommuner
| - Balinț - Banloc - Bara - Bârna - Beba Veche - Becicherecu Mic - Belinț - Bethausen - Biled - Birda - Bogda - Boldur - Brestovăț - Cărpiniș - Cenad - Cenei - Checea - Chevereșu Mare - Comloșu Mare - Coșteiu - Criciova | - Curtea - Darova - Denta - Dudeștii Noi - Dudeștii Vechi - Dumbrava - Dumbrăvița - Fârdea - Fibiș - Foeni - Gavojdia - Ghilad - Ghiroda - Ghizela - Giarmata - Giera - Giroc - Giulvăz - Gottlob - Iecea Mare - Jamu Mare - Jebel | - Lenauheim - Liebling - Lovrin - Margina - Mașloc - Mănăștiur - Moraviţa - Moșnița Nouă - Nădrag - Nițchidorf - Ohaba Lungă - Orțișoara - Parța - Pădureni - Peciu Nou - Periam - Pietroasa - Pișchia - Racovița - Remetea Mare - Sacoșu Turcesc | - Saravale - Satchinez - Săcălaz - Sânandrei - Sânmihaiu Român - Sânpetru Mare - Secaș - Șag - Șandra - Știuca - Teremia Mare - Tomești - Tomnatic - Topolovățu Mare - Tormac - Traian Vuia - Uivar - Variaș - Vălcani - Victor Vlad Delamarina - Voiteg |

## Demografi
45°47′N 21°21′Ø / 45.78°N 21.35°Ø